# Arvernien
Arvernien is een fictieve plaats uit De Silmarillion van J.R.R. Tolkien.
Arvernien bevond zich in het uiterste zuiden van Beleriand, ten oosten van de monding van de Sirion. Het gebied vormde een laatste toevluchtsoord voor de overlevende Eldar en Sindar, uit Doriath en Noldor uit Nargothrond en Gondolin, en voor de overlevenden van de Drie Huizen van de Edain.
De eerste heersers van het gebied waren de mens Tuor en de elfin Idril, dochter van Turgon. Hun zoon Ëarendil trouwde met Elwing, dochter van Dior en kreeg twee kinderen, Elrond en Elros.
De overlevenden bouwden grote aantallen schepen, waarmee ze het nabijgelegen Eiland van Balar konden bereiken, waar Círdan en de overlevenden uit Eglarest en Brithombar verbleven.
Ëarendil bouwde er zijn schip Vingilótë (wat 'Schuimbloem' betekent) en zeilde ermee weg, in de hoop Valinor te bereiken en er de vergeving en hulp van de Valar te zoeken. Terwijl hij nog op zee was, vielen de overlevende zonen van Fëanor Arvernien aan in een poging de Silmaril van Elwing te heroveren. Elwing stortte zichzelf, samen met haar Silmaril in de zee, maar werd gered door Ulmo en werd naar Ëarendil gestuurd, die nog steeds geen succes kende in zijn zoektocht naar Valinor. Maedhros en Maglos, de enige overlevende zonen van Fëanor, toonden berouw en voedden Elros en Elrond op als hun pleegkinderen.
Dankzij de macht van Elwings Silmaril slaagde Ëarendil erin Valinor te bereiken, waar ze in naam van zowel mensen als elfen de steun van de Valar afsmeekten. Bewogen door Ëarendils smeekbede trokken de Valar ten strijde tegen Morgoth, hetgeen de Oorlog van Gramschap werd.